# Эвкалипт мелкогородчатый
Эвкали́пт мелкогородчатый (лат. Eucalyptus crenulata) — вечнозеленое дерево, вид рода Эвкалипт (Eucalyptus) семейства Миртовые (Myrtaceae).

## Ботаническое описание
Дерево высотой от 6 до 12 м.
Листья супротивные, сидячие или с коротким черешком до 6 мм; яйцевидные или сердцевидные, длиной 2—6,5 см и 1,5—5,5 см шириной. Молодые листья сизые, взрослые ярко-зелёные сверху и серебристо-синие снизу, мелкогородчатые.
Соцветия пазушные зонтики, цветоносы 1—8 мм длиной, цветоножки 1—4 мм длиной. Цветки белые.
Плод — чашевидная коробочка.

## Распространение и экология
Ограниченное распространение на небольшой территории в штате Виктория. Растёт на ровных или слегка наклонных участках вблизи рек, иногда в понижениях с открытой водой.